# 盛端明
盛端明（1470年—1550年），字希道，號程斋，广东潮州府饶平县人，軍籍。明朝政治人物。

## 生平
弘治十一年（1498年）戊午科广东解元。弘治十五年（1502年）壬戌科会试121名进士，选庶吉士，丁父忧归。服闋，复除原官，因忤劉瑾被罢官。劉瑾死後，正德六年（1511年）九月授翰林院检讨，十四年八月升浙江按察司佥事、提调学校，乞奉母终养，致仕家居。
世宗即位，起升浙江按察司副使，嘉靖四年十一月升南京尚宝司卿，六年十月升左春坊左庶子兼翰林院侍读，八年四月进讲孟子時，词气迫促，被侍班给事中刘世扬等弹劾，调南京尚宝司卿。九年二月升南京通政使司右通政，升南京太常寺卿，十二年二月官都察院右副都御史、总督南京糧儲，被彈劾罷官，家居十年。嘉靖間，世宗好長生之術，盛端明自稱通曉藥石，通過陶仲文進獻長生藥，權臣嚴嵩，召為禮部右侍郎，二十四年闰正月以病告归。不久起拜工部帶俸尚書，二十五年八月改禮部尚書，二十七年八月加太子少保，皆與顧可學一併任命。二人皆不務政事，只是供奉藥物。盛端明本負才名，卻以獻藥加官進爵，士人以為恥。盛端明心有不安，二十八年正月以年老引疾去，二十九年七月卒於家，年八十一。朝廷賜祭葬，諡榮簡。隆慶初年，因党陶仲文褫官奪諡。《明史》入佞幸傳。

## 著作
盛端明素負才名，著作有《玉華子》、《程齋彙稿》行世。

## 家族
曾祖父盛孚；祖父盛夔，主簿；父盛鳳儀，號梧庄，官安溪教諭。前母陳氏、毛氏；母伍氏。具庆下。弟端勉、端膺。一子盛瀚，官广西融县知县。孫盛若樹，官按察司副使；盛若林，举人；盛若果，府诸生。

## 延伸阅读
[在维基数据编辑]
 《明史卷三百〇七》，出自《明史》
 《國朝獻徵錄·卷之三十四》，出自焦竑《國朝獻徵錄》